# Kings Park (Australie-Occidentale)

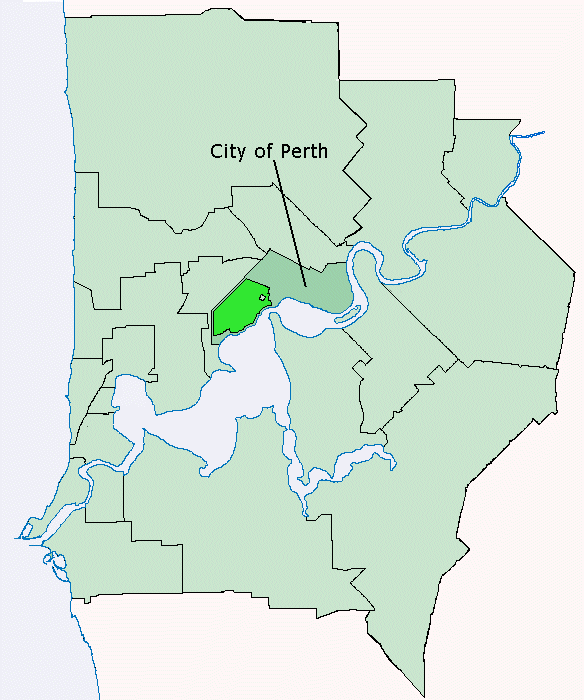
Situation de Kings Park à Perth.

Kings Park est un parc public d'Australie-Occidentale, situé au centre de Perth, à l'ouest du district financier de la ville. Fondé en 1895, il comporte des pelouses, des jardins botaniques et un peu de bush sur le mont Eliza (en). Sa superficie est de 4 km2.

## Histoire
Inauguré le 10 août 1895, le parc s'appelait à l'origine Perth Park et a été rebaptisé King's Park en 1901 (l'apostrophe a été supprimée par la suite) pour marquer l'accession au trône du roi Édouard VII et la visite à Perth du prince George et de la princesse Mary.

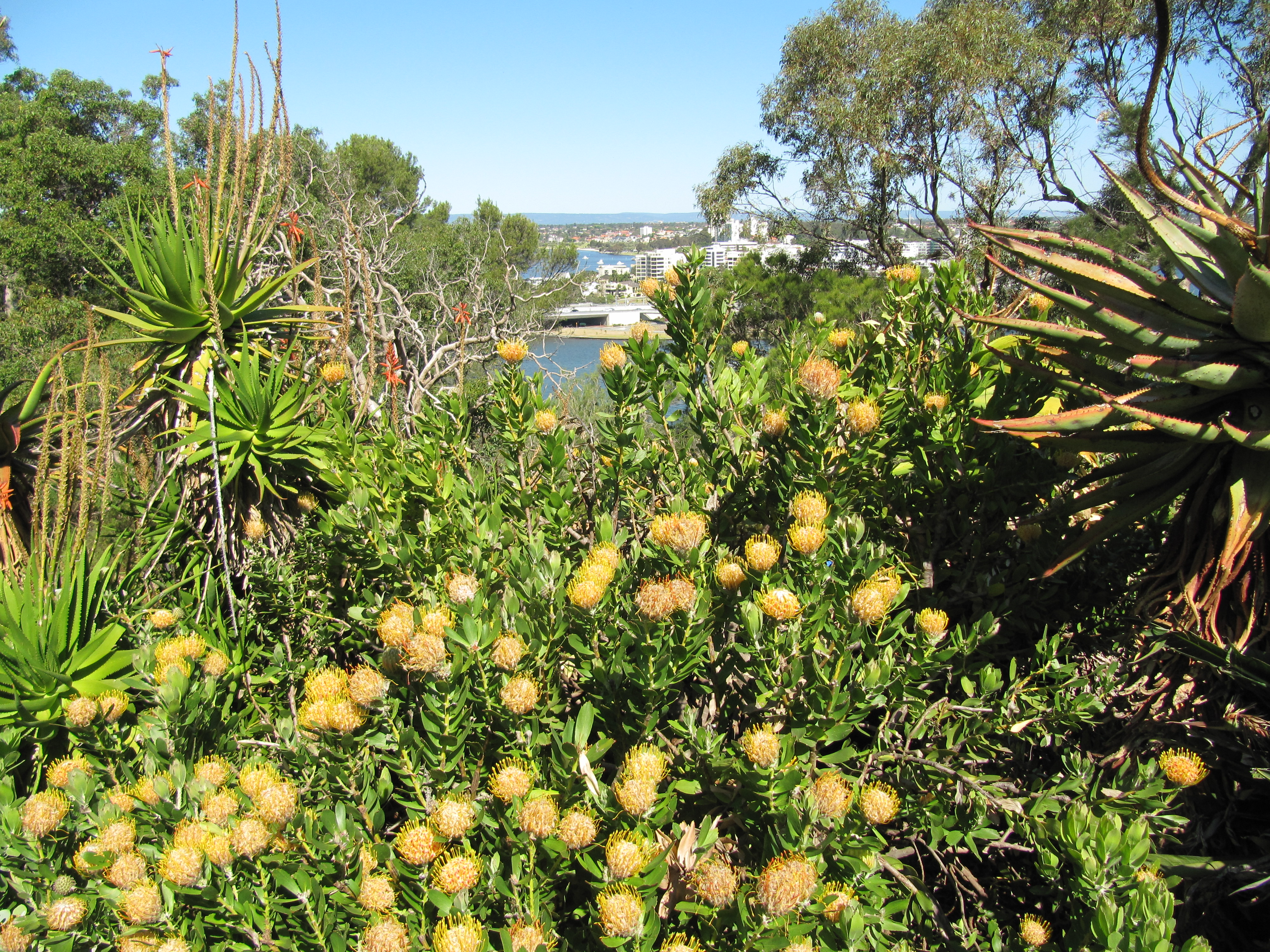
Leucospermum conocarpodendron à Kings Park.

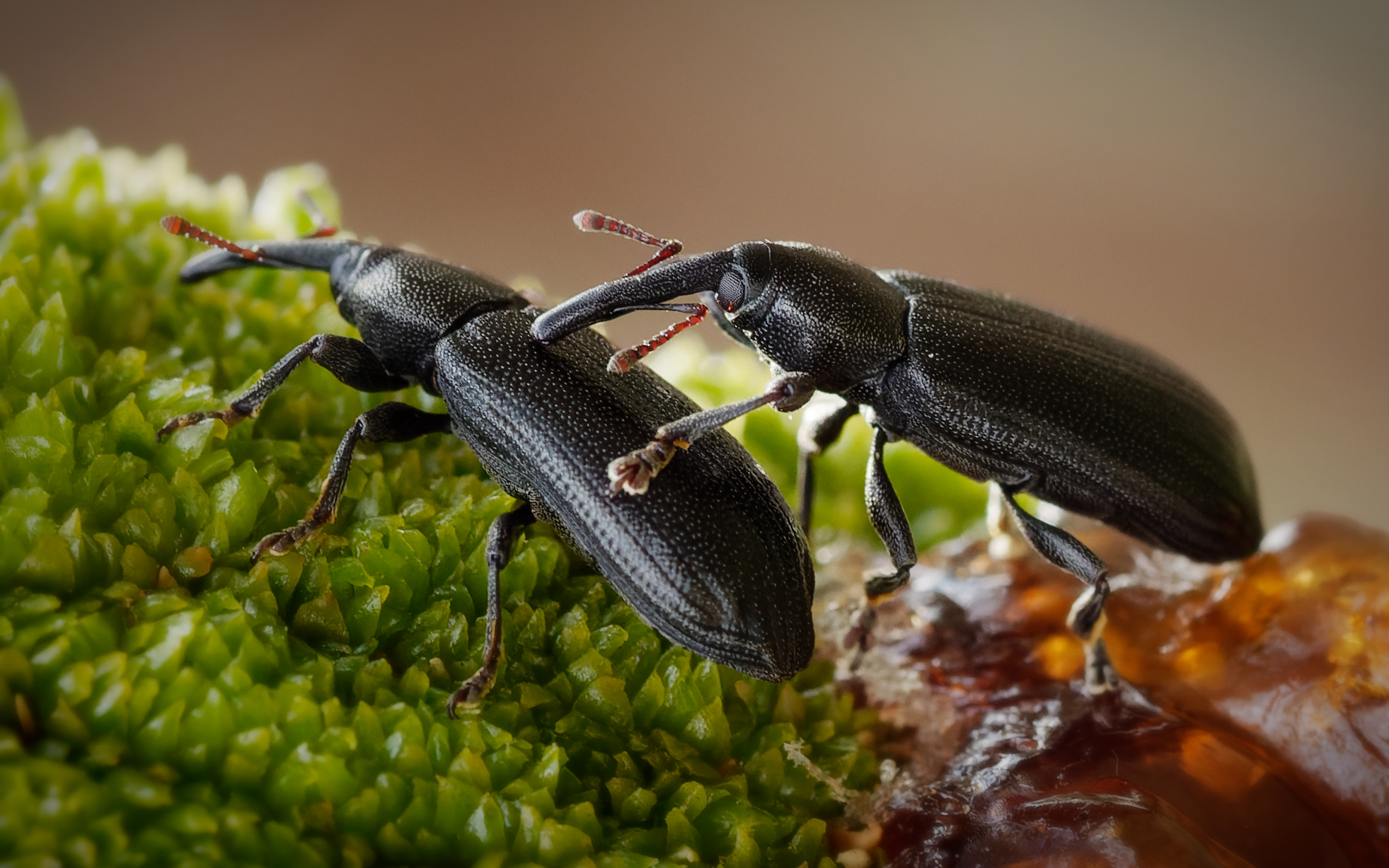
Ces charançons (Paratranes zimmermani des Paratranes, des Orthorhinini ou des Molytinae) se sont rencontrés à la fin d'une journée à Kings Park. Ils se trouvent sur un bouton de fleur de Xanthorrhoea preissii, des Xanthorrhoea. Apparemment, ils cherchent à se nourrir du bouton de fleur, en enfonçant leur "nez" dans les bourgeons verts. La résine abondante ne les gène pas. Octobre 2021.